# M1刺刀
M1刺刀（英語：M1 bayonet）是一款為美國M1「加兰德」半自动步枪而研製並在1943年生產的刺刀，亦是M1905刺刀的刀鋒縮短型。M1刺刀具有254毫米（10英寸）的刀鋒和裝有101.6毫米（4英吋）的黑色模製塑料握柄。

## 概述
1943年以前，所有M1「加兰德」半自动步槍和M1903「春田」步枪都在使用M1905刺刀和M1942刺刀（後者為收藏家對於黑色模製塑膠握柄的M1905刺刀的非正式編號）。 
1943年，美国陆军意識到較短的刺刀的實用性，因而決定將M1905刺刀的刀鋒縮短至254毫米（10英寸），並且盡可能的召回了前線的M1905（和M1942）刺刀，將它們的刀鋒切短成一定尺寸，然後重新發配部隊。這些經過縮短的M1905刺刀被重新編號為M1905E1。
當證明這種長度足夠而有效時，美國陸軍還推出了一款新型的M1刺刀，該刺刀專門為用於M1「加兰德」而設計。M1刺刀的刀鋒長達254毫米（10英寸），握柄則是101.6毫米（4英吋）。
在歐洲戰區以上，這些經過縮短和全新的刺刀表現都良好，在當時罕見的上刺刀行動當中，它們與安裝在毛瑟Kar98k步槍以上的德國S84/98 III式刺刀所使用、長達93⁄4英寸的刀鋒相互匹敵。但是，在太平洋戰區，日本人在已經很長的有坂步槍（Arisaka rifle）以上採用了刀鋒更長的15.75英寸（400毫米）、刃狀的三十年式劍型刺刀，這導致許多美軍士兵保留了刀鋒較長、而且未經改裝的M1905刺刀以穿越它倆。

## 刀鞘
M1刺刀配用的是M3刀鞘和M7刀鞘，兩者都具有玻璃钢主體和金屬鞘喉，並且配有用以固定在彈藥帶以上的鉤子；而後者除了將鞘身縮至與M1刺刀的刀鋒相同的254毫米（10英寸）以外都相同。

## 圖集

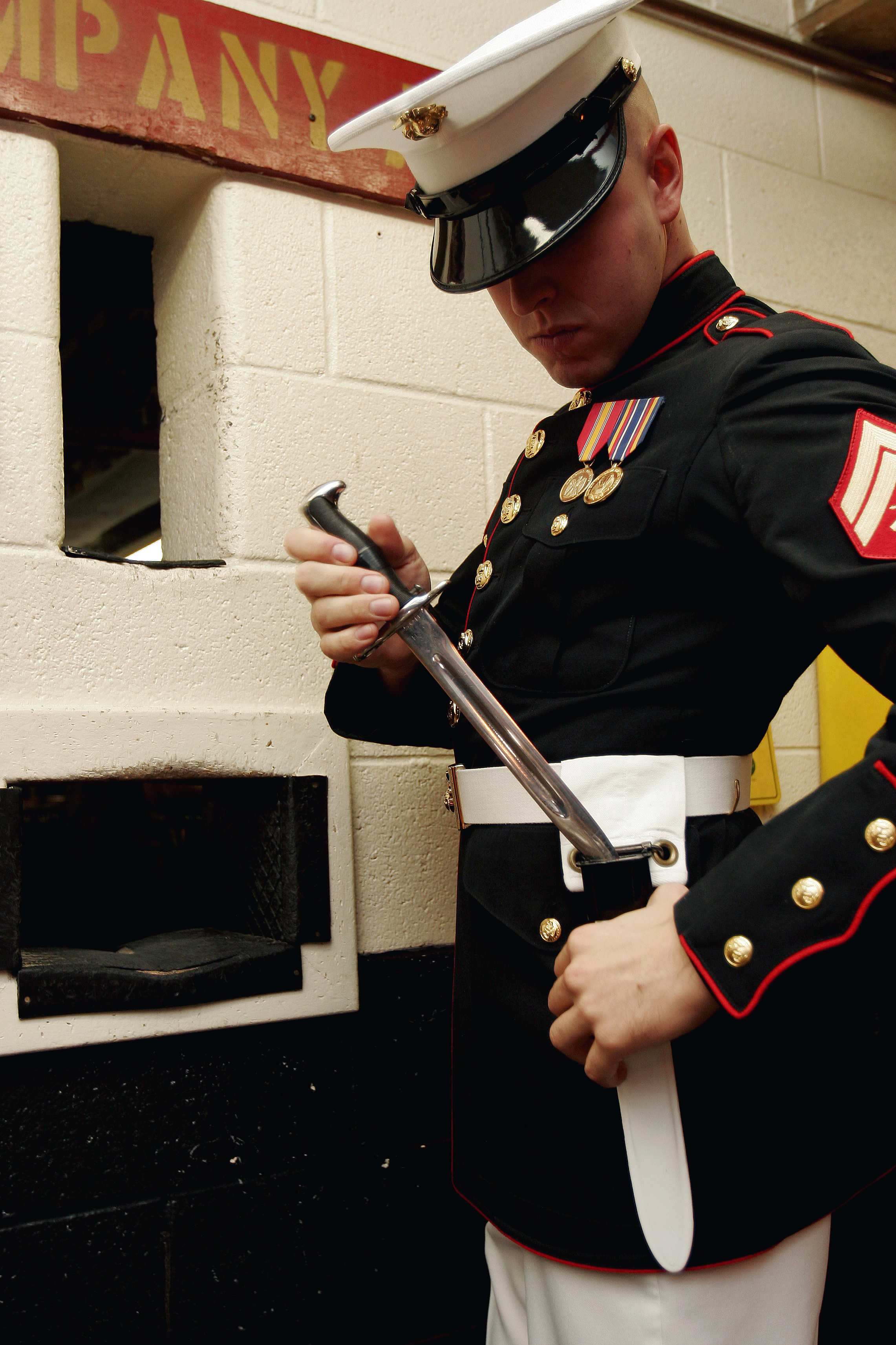
將M1刺刀收進刀鞘的美國海軍陸戰隊員。

## 資料來源
1. ↑  Canfield, Bruce N.; Bayonet Scabbards for U.S. M1903 Springfields; "American Rifleman;" September 2009; p.48

## 外部連結
- （英文）—Olive Drab （页面存档备份，存于）
- （英文）—USA—Second World War Era Bayonets （页面存档备份，存于）